# 国道338号

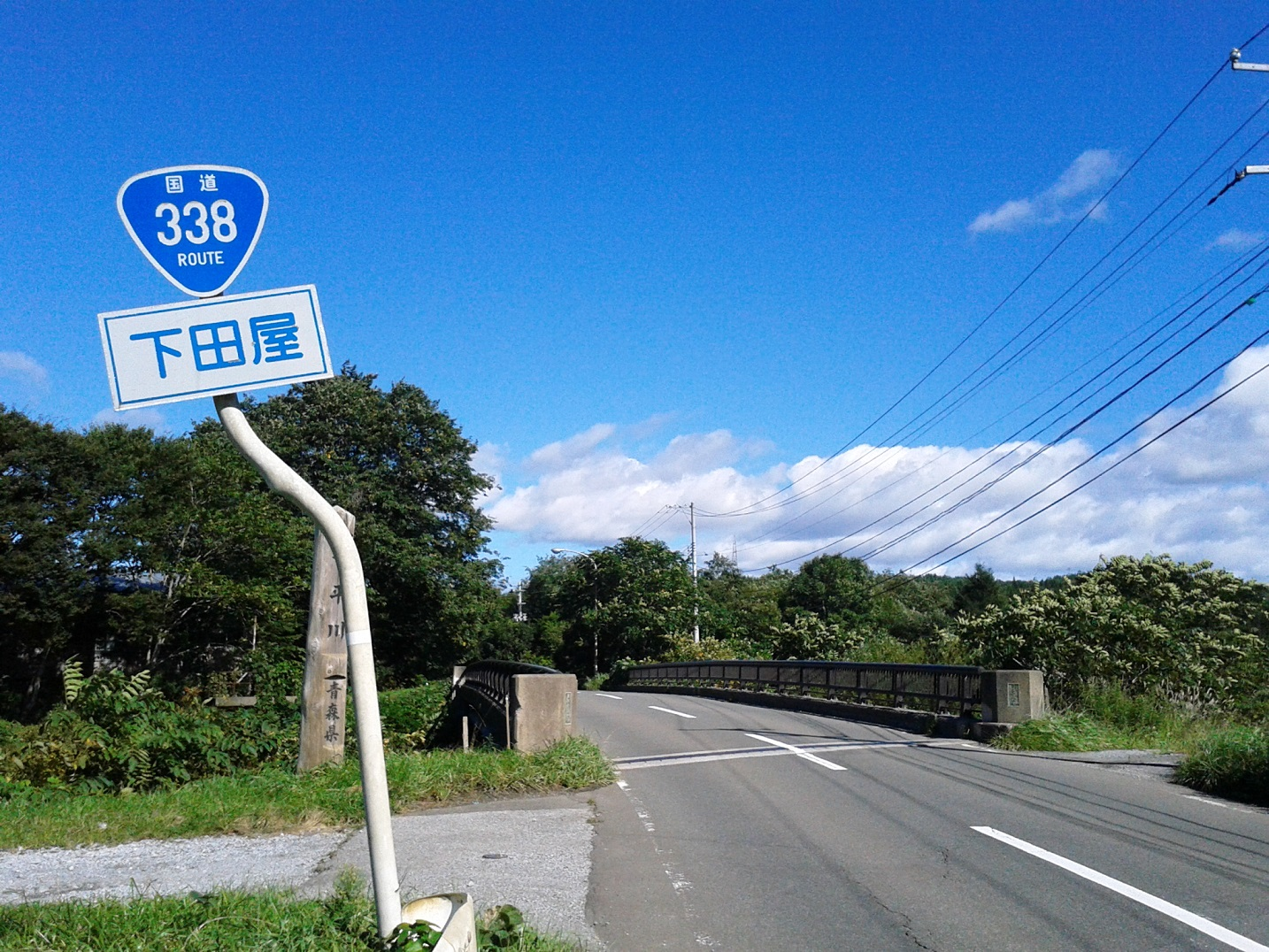
むつ市と下北郡東通村との境界付近（2015年9月）

国道338号（こくどう338ごう）は、北海道函館市から青森県むつ市を経て、上北郡おいらせ町に至る一般国道である。

## 概要
北海道函館市の函館駅前から津軽海峡の海上区間を越えて、青森県下北郡大間町より仏ヶ浦がある下北半島北西部の津軽海峡と陸奥湾の海岸線に沿ってむつ市街を経て、太平洋岸沿いに下北半島を南下して上北郡おいらせ町に至る、総延長約260 kmの一般国道の路線である。下北半島を縦断する基幹国道としては、野辺地町 - むつ市 - 下北郡大間町の直線的ルートを採る国道279号があるが、本路線はそれから外れた下北半島の北部西岸・南部東岸を経由しており、国道279号のバイパスともいえる経路をとる。主な経過地は、青森県下北郡大間町、下北郡佐井村、むつ市、下北郡東通村、上北郡六ヶ所村、三沢市である。函館 - 大間間の津軽海峡の海上区間を国道279号と重用することから、単独区間となる実延長区間は、青森県下だけにある。

### 路線データ
一般国道の路線を指定する政令に基づく起終点および重要な経過地は次のとおり。
- 起点：函館市（若松町16番7、函館駅前交点 = 国道5号・国道278号・国道279号起点）
- 終点：青森県上北郡下田町[注釈 2]（苗振谷地交点 = 国道45号交点）
- 重要な経過地：青森県下北郡大間町、同郡川内町[注釈 3]、むつ市、同県上北郡六ケ所村、三沢市
- 総延長 : 261.3 km（北海道 20.8 km、青森県 240.5 km）重用延長、未供用区間（海上区間）を含む。[4][注釈 4]
- 重用延長 : 3.0 km（北海道 1.8 km、青森県 1.2 km）[4][注釈 4]
- 未供用延長 : 19.0 km（北海道 19.0 km、青森県 - km）[4][注釈 4]
  - 未供用延長のうち海上区間 : 19.0 km（北海道 19.0 km、青森県 - km）[4][注釈 4]
- 実延長 : 239.3 km（北海道 - km、青森県 239.3 km）[4][注釈 4]
  - 現道 : 210.6 km（北海道 - km、青森県 210.6 km）[4][注釈 4]
  - 旧道 : 5.4 km（北海道 - km、青森県 5.4 km）[4][注釈 4]
  - 新道 : 23.2 km（北海道 - km、青森県 21.9 km）[4][注釈 4]
- 指定区間：北海道内の区間[5]
- 海上区間：津軽海峡（津軽海峡フェリー航路）

### 所管
- 北海道開発局 函館開発建設部
  - 函館道路事務所
- 青森県 県土整備部
  - 下北地域県民局地域整備部
  - 上北地域県民局地域整備部

## 歴史
現行の道路法（昭和27年法律第180号）に基づく一般国道の路線として、1974年（昭和49年）11月12日政令第364号の公布によって第3次追加指定され、翌1975年（昭和50年）4月1日施行によって国道になった路線である。 路線指定当初は、むつ市 - 上北郡下田町（現・おいらせ町）間の国道指定を受けていたが、むつ市以北については、1981年（昭和56年）4月30日政令第153号の一般国道の路線指定公布、翌1982年（昭和57年）4月1日施行で、これを延長するかたちで函館市 - むつ市間が国道指定された。函館市 - 下北郡大間町間は国道279号ほかとの重複区間である。
旧脇野沢村では1934年（昭和9年）4月の大火のあとに村内の道路が拡張されたが、村社八幡宮から役場前まで当時としては斬新なコンクリート舗装された道路が整備された。この道路は脇野沢が「鱈の村」と呼ばれるほどタラ漁が盛んで村の財源が豊富だったことから実現したもので、「鱈道路」と呼ばれた舗装道路は国道338号の一部になっている。
一方、青森県下北郡佐井村（佐井七曲）には、昭和期の終わりまでダート区間が残されていた。同村南部からむつ市脇野沢にかけては、かつて道そのものが存在せず、陸上自衛隊第9施設大隊の手によって（土木工事等の受託）6年がかりで1977年（昭和52年）に青森県道として開通した難所である。道路改良により新道が開通したあとの狭隘な未舗装路は廃道になっている。

### 年表
- 1975年（昭和50年）4月1日 - 一般国道338号指定。

## 路線状況
むつ市中心部・三沢市周辺を除いては、全般に過疎化した漁村地域を縦断する路線であり、1 - 1.5車線程度の狭隘区間や、漁村の集落内を屈曲した経路で通過する区間が随所に見られる。
陸奥湾口沿いを行く大間 - むつ市脇野沢間を「海峡ライン」と称し、風光明媚な区間であるが、道路条件は厳しい。下北半島西岸の佐井村村内区間は入り江毎に厳しい峠越えを繰り返す隘路である。
近年も佐井村長後集落付近において大規模な地滑りが発生し、一部片側交互通行の措置が執られた。また、そこから南寄りの佐井村野平（青森県道253号長後川内線との分岐） - むつ市脇野沢源籐城（道の駅わきのさわのやや北側）の区間は冬期閉鎖される。
半島東岸の下北郡東通村 - 上北郡六ヶ所村にかけては、核燃料サイクル施設や東通原子力発電所などの重要な施設が多く所在し、砂子又等既存集落を迂回するバイパス整備が進展している。東通村南端の白糠地区手前から六ヶ所村境界の泊地区にかけては、2012年（平成24年）に開通した白糠バイパス（Ⅰ期）の泊・白糠トンネルが経由可能となったことで狭隘・急カーブ区間は解消された。むつ市中心部や三沢市周辺では重要な生活・経済道路となっている。

### 別名
- 海峡ライン（青森県大間町 - むつ市脇野沢）

下北半島北西岸の津軽海峡に面する海岸沿いの約74 km区間の道路。下北郡佐井村大字長後字野平 - むつ市脇野沢間の山岳部に冬季閉鎖区間があり、12月上旬から4月下旬までの期間は通行することは出来ない。

### バイパス
- 大間バイパス（青森県下北郡大間町）
- 宇曽利バイパス
- 大湊バイパス（むつ市）
- 白糠バイパス（下北郡東通村大字白糠 - 上北郡六ヶ所村大字泊）
- 泊バイパス（上北郡六ヶ所村大字泊）
- 尾駮バイパス（上北郡六ヶ所村大字尾駮 - 同村大字鷹架）

### 重複区間
- 国道279号（北海道函館市若松町・函館駅前（起点） - 青森県下北郡大間町大間細間）
- 国道279号（青森県むつ市小川町2丁目・小川町交点 - むつ市本町）

### 海上区間
津軽海峡上にある北海道函館市の函館港 - 青森県大間町が国道338号の海上区間で、国道279号と重用する。かつては東日本フェリーによるフェリー路線が海上区間を就航していたが、2009年12月より津軽海峡フェリーが受け持ち、所要時間90分で結んでいる。
- 北海道函館市函館港 - 青森県大間町大間港（津軽海峡フェリーが1日2便就航）

### 道路施設

#### トンネル
- 青森県
  - 泊・白糠トンネル（下北郡東通村大字白糠 - 上北郡六ヶ所村大字泊）

#### 道の駅
- 青森県
  - わきのさわ（むつ市）

### 冬期交通規制区間
通行止
- 佐井村野平 - むつ市脇野沢源藤城（12月上旬 - 翌年4月下旬）

## 地理
下北半島西岸の陸奥湾から津軽海峡にかかる海峡ラインは、陸奥湾に面する脇野沢から北へ高度を上げて津軽海峡に出たところの仏ヶ浦まで、山中を走る曲がりくねった山岳道路が続く。佐井村の仏ヶ浦では風雨と波で削られた白緑色の凝灰岩が約2 kmにわたって続き、奇岩がみられる波打ち際の崖下に沿って走る。仏ヶ浦がある下ノ崎付近から大間までは津軽海峡間近の海岸沿いのルートで細く曲がりくねった道が続く。大間崎は北海道の函館と、また脇野沢は津軽半島の蟹田と結ぶフェリーの港でもある。

### 通過する自治体
- 北海道
  - 渡島総合振興局
    - 函館市
- 青森県
  - 下北郡大間町 - 下北郡佐井村 - むつ市 - 下北郡東通村 - 上北郡六ヶ所村 - 三沢市 - 上北郡おいらせ町

### 交差する道路

#### 現道
北海道
渡島総合振興局
函館市
- 国道5号・国道278号 : 若松町（函館駅前、起点）

（国道279号との重複区間は省略）
青森県
下北郡大間町
- 国道279号 : 大間細間
- 国道279号 : 奥戸下道

下北郡佐井村
- 青森県道284号薬研佐井線 : 佐井古佐井
- 青森県道46号川内佐井線 : 佐井大佐井
- 青森県道253号長後川内線 : 長後野平

むつ市
- 青森県道175号九艘泊脇野沢線 : 脇野沢
- 青森県道46号川内佐井線 : 川内町（砂浜交点）
- 国道338号（大湊バイパス） : 桜木町（事業中）
- 国道338号（大湊バイパス） : 大湊浜町
- 青森県道272号下北停車場線 : 中央2丁目（市役所・総合病院通り交点）
- 国道279号・青森県道4号むつ恐山公園大畑線 : 小川町2丁目（小川町交点）

（国道279号との重複区間は省略）
- 国道279号 : 本町
- 青森県道6号むつ尻屋崎線 : 横迎町1丁目（横迎一交点）
- 国道279号（むつバイパス） : 横迎町2丁目（横迎二交点）
- 下北半島縦貫道路（むつ南バイパス） : 田名部斗南岡

下北郡東通村
- 青森県道248号尻労小田野沢線 : 小田野沢
- 青森県道7号むつ東通線 : 小田野沢見知川山

上北郡六ヶ所村
- 青森県道179号泊陸奥横浜停車場線 : 泊川原
- 国道338号（尾駮バイパス） : 尾駮猿子沢
- 青森県道24号横浜六ケ所線 : 尾駮家ノ前
- 青森県道180号尾駮有戸停車場線 : 尾駮沖付
- 国道338号（尾駮バイパス） : 鷹架道ノ下
- 国道394号 : 平沼久保（平沼交点）

三沢市
- 青森県道170号天ケ森三沢線 : 天ケ森
- 青森県道10号三沢十和田線 : 四川目1丁目（四川目交点）
- 青森県道254号大町三沢線 : 三川目3丁目

上北郡おいらせ町
- 青森県道19号八戸百石線 : 一川目1丁目（一川目交点）
- 国道45号・青森県道283号百石下田線 : 苗振谷地（終点）

#### 大湊バイパス・宇曽利バイパス
青森県
むつ市
- 国道338号（現道） : 桜木町（起点）（事業中）
- 国道338号（現道） : 大湊浜町
- 青森県道174号長坂大湊線 : 山田町
- 青森県道272号下北停車場線 : 中央2丁目
- 青森県道4号むつ恐山公園大畑線 : 松山町
- 国道279号 : 柳町3丁目
- 国道279号（むつバイパス）・下北半島縦貫道路（むつ南バイパス） : 田名部前田（終点）

#### 尾駮バイパス
青森県
上北郡六ヶ所村
- 国道338号（現道） : 尾駮猿子沢（起点）
- 青森県道24号横浜六ケ所線 : 尾駮野附
- 青森県道24号横浜六ケ所線 : 尾駮上尾駮
- 青森県道180号尾駮有戸停車場線 : 尾駮前田
- 国道338号（現道） : 鷹架道ノ下（終点）